# Kansas mot Hendricks
Kansas v. Hendricks, var ett rättsfall i USA:s högsta domstol där denna fastställde riktlinjer för psykiatrisk tvångsvård för personer dömda för sexbrott och där staten bedömde dem som farliga på grund av psykisk störning.
Rättsfallets upprinnelse var att Leroy Hendricks och Tim Quinn satt i fängelse för sexbrott riktade mot barn, men att delstaten Kansas vid tiden för deras frigivning dömde dem (igen). Hendricks och Quinn ifrågasatte lagligheten i detta och krävde en rättegång om saken. Hendricks och Quinn medgav under rättsförhören att den pedofildiagnos som satts av delstatens psykiatriker stämde. De medgav också att de fortfarande kände ett okontrollerbart sexuellt intresse för barn då de befann sig under "extrem stress". Juryn beslutade då att personerna var att betrakta som sexuellt farliga.